# Sojuz TM-11
Sojuz TM-11 – radziecka załogowa misja kosmiczna, stanowiąca jedenastą ekspedycję na stację kosmiczną Mir. Na pokładzie Sojuza na Mira poleciał japoński dziennikarz.
Na rakiecie nośnej znalazły się reklamy i japońska flaga. Kamera wewnątrz modułu lądownika filmowała kosmonautów w trakcie startu na potrzeby relacji Akiyamy.
Za lot Akiyamy zapłaciła jego macierzysta stacja telewizyjna, Tokyo Broadcasting System. Według oficjalnych danych, strona radziecka zarobiła na tej - jak ją nazywano - pierwszej komercyjnej wyprawie kosmicznej 14 milionów dolarów. Dziennikarz miał przeprowadzać każdego dnia jedną 10-minutową relację telewizyjną i dwie 20-minutowe relacje radiowe z pokładu Mira.
Niekompatybilność systemów elektrycznych i telewizyjnych zmusiła stronę japońską do wykorzystania konwerterów. Ekwipunek Akiyamy, ważący około 170 kg, został dostarczony wcześniej na pokładzie pojazdu Progres-M i przygotowany do użycia przez Manakowa i Striekałowa.